# هیپراوسمی
هیپراوسمی (انگلیسی: Hyperosmia) به معنی افزایش حس بویایی (بالاتر شدن حس بویایی) است که معمولاً به دلیل پایین بودن آستانه بویایی ایجاد می‌شود. این اختلال ادراکی زمانی به وجود می‌آید که در هر نقطه‌ای بین گیرنده‌های بویایی و قشر بویایی سیگنال افزایش یافته است. علل هیپراسمی ممکن است ژنتیکی، هورمونی، محیطی یا نتیجه سندرم ترک بنزودیازپین باشد.
هنگامی که مواد خوشبو کننده وارد حفره بینی می‌شوند، به گیرنده‌های بویایی در پایه اپی‌تلیوم بویایی متصل می‌شوند. این گیرنده‌ها نورون‌های دوقطبی هستند که به لایه گلومرولی پیاز بویایی متصل می‌شوند و از طریق صفحه کریبریفرم حرکت می‌کنند. در لایه گلومرولی، آکسون‌های نورون‌های گیرنده بویایی با دندریت‌های نورون‌های پیاز بویایی ذاتی ترکیب می‌شوند: سلول‌های میتریال/تافت‌دار و سلول‌های پری گلومرولی دوپامینرژیک. از پیاز بویایی، سلول‌های میترال/توفت‌دار آکسون‌ها را از طریق مجرای بویایی جانبی (عصب جمجمه‌ای I) به قشر بویایی می‌فرستند که شامل قشر پیریفورم، قشر آنتورینال و بخش‌هایی از آمیگدال است. از قشر انتورینال، آکسون‌ها تا هسته پشتی داخلی تالاموس گسترش می‌یابند که سپس به سمت قشر اوربیتوفرونتال پیش می‌روند.